# Marion Mirtl
Marion Mirtl (* 29. Januar 1992, heute Marion Schütze) ist eine deutsche Volleyballspielerin.

## Karriere
Ihre Volleyballkarriere startete Marion Mirtl in ihrer Heimatstadt beim TSV Deggendorf. 2004 konnte sie als Zwölfjährige bereits zwei deutsche Jugendmeistertitel feiern, sowohl bei der F- als auch bei der E-Jugend belegte die Niederbayerin den ersten Platz. Ein Jahr später hatte die Gymnasiastin als Dreizehnjährige bereits ihren ersten Einsatz in der Erwachsenenmannschaft des TSV, der in der Bayernliga spielte. 2006 gewann der Verein erneut eine Deutsche Jugendmeisterschaft, diesmal mit der C-Jugend. 2007 stieg die Frauenmannschaft mit Mirtl in die Regionalliga Südost auf. Im gleichen Jahr wurde die Deggendorferin in die Jugendnationalmannschaft berufen. Mirtl spielte anschließend noch zwei weitere Jahre in Deggendorf. Vor ihrem Wechsel zum SV Lohhof gelang ihr noch mit dem Robert-Koch-Gymnasium der Sieg im Beachvolleyball beim Bundesfinale 2009 Jugend trainiert für Olympia.
Bei der 1:3-Niederlage beim VV Grimma im ersten Punktspiel der Saison 2009/10 in der zweiten Bundesliga hatte Marion Mirtl ihren ersten Einsatz für den SVL. Im November durfte sie zum ersten Mal in der Bundesliga als Außenangreiferin im Spiel gegen den 1. VC Wiesbaden mitwirken. Drei Wochen später absolvierte die Siebzehnjährige ihr zweites Spiel für die erste Mannschaft des SV Lohhof bei der 0:3-Niederlage gegen den VfB Suhl und war damit nach den Regularien des DVV nur noch für den Erstligakader spielberechtigt. In den folgenden Spielen wurde Marion Mirtl noch einige Male als Außenangreiferin oder als Libera eingesetzt, der SV Lohhof musste jedoch trotzdem als Tabellenletzter den Gang in die Zweitklassigkeit antreten.
In der Spielzeit 2010/11 wurde Mirtl in allen Begegnungen eingesetzt, mit Ausnahme des Spiels beim TV Villingen immer als Libera. Die gebürtige Niederbayerin wurde mit dem Verein aus Unterschleißheim mit 22 Siegen und 2 Niederlagen Meister der zweiten Liga. In der gleichen Saison gewann Marion Mirtl mit dem SV Lohhof die deutsche A-Jugend-Meisterschaft in Münster, nachdem die Mannschaft im Finale das Team des Gastgebers besiegt hatte. Anschließend kehrte Mirtl zu ihrem Heimatverein zurück. Mit dem TSV Deggendorf erreichte sie den vierten Platz in der Regionalliga Südost.
Von 2012 bis 2016 gehörte Marion Mirtl wieder zum Spielerkader des SV Lohhof, bei dem sie in ihrer letzten Saison Kapitänin war. 2016 wechselte sie zum Ligakonkurrenten Allgäustrom Volleys Sonthofen, wo sie 2017 Meisterin wurde und bis 2020 aktiv war.